# Gallspach
Gallspach est une commune autrichienne du district de Grieskirchen en Haute-Autriche.

## Personnalités liées à la commune
- Valentin Zeileis (de), propriétaire du château de Gallspach depuis 1912. Il y créa en 1929 l'institut qui porte son nom, consacré à une thérapie par courants électriques. C'est lui que désigne - sans le nommer - Stefan Zweig dans l'introduction de son essai "La guérison par l'esprit /Sigmund Freud" quand il écrit : (ces courants) "cachés dans la baguette magique d'un "preneur d'âme" n'ont-ils point fait surgir du néant autour d'un seul homme, à Gallspach, en 1930, toute une ville, avec ses hôtels, sanatoriums et lieux de divertissement ?"[2].
- Friederike Stolz (1913-1989), sculptrice, est morte à Gallspach.